# 絶景日本の健康歩き〜ウオーキングプラス〜
『絶景日本の健康歩き〜ウオーキングプラス〜』（ぜっけいにっぽんのけんこうあるき ウオーキングプラス）は、フジテレビで2008年5月4日から2012年3月25日までに放送されていた紀行番組である。ハイビジョン制作。

## 概要
- フジテレビアナウンサー2名が、ウォーキングデータを簡単に管理できる機器「GPSウォーク」を持参して主として東京都内をウォーキングする。日本ウォーキング協会の協力を得ている。
- 番組マスコットキャラクターは「ウオー君」
- スタート地点とゴール地点が予め定められており途中10km前後の行程を歩く。
- コース途中にある飲食店を訪れグルメリポートを行うのが常で、デジタルカメラで店の写真を撮影することもある。
- コース途中にある一つ、もしくは複数の名所旧跡に立ち寄り、これを「絶景ポイント」と呼んで讃える。
- 番組開始6分ほどからディノス通販コーナー「いいものプラス」が挿入される。商品は必ずしもウォーキングに深く関わるものは少なく、食品、奢侈品が紹介されることが多い。
- 2010年から、キャストがアナウンサー1名とゲストのタレント1名のコンビになることが多くなった。
- 2010年1月2日、1時間のスペシャル版「博多5大横綱グルメ食べつくしスペシャル」が生野陽子、佐野瑞樹らの出演により放送された。
- 2011年4月3日より日曜朝の放送に移動。
- 2012年3月25日を以って放送終了。

## スタッフ
- チーフプロデューサー：坂本健
- プロデューサー：深田剛
- ディレクター：近藤隆、畑純一、遠藤孝之
- 制作協力：NEXTEP

過去のスタッフ
- ディレクター：久地浦恭寛 、谷菜穂子

## ネット局
| 放送対象地域 | 放送局         | 放送日時         | 備考       |
| ------------ | -------------- | ---------------- | ---------- |
| 関東広域圏   | フジテレビ     | 日曜 6:15 - 6:30 | 制作局     |
| 新潟県       | 新潟総合テレビ | 日曜 6:15 - 6:30 | 同時ネット |
| 福島県       | 福島テレビ     | 日曜 6:45 - 7:00 | 28日遅れ   |
| 熊本県       | テレビ熊本     | 日曜 6:15 - 6:30 | 182日遅れ  |

### 過去にネットしていた局
- 石川テレビ（土曜 18:00 - 18:10、2010年5月1日から2011年3月27日まで4週遅れで放送されていた）
- 東海テレビ（月 - 金曜 10:56 - 11:13または11:03 - 11:18、2011年10月から不定期で放送されている）